# Srednja mozgovna arterija
Srednja mozgovna arterija (lat. arteria cerebri media) je krvna žila koja oksigeniranom krvlju opskrbljuje veliki mozak, tj oko dvije trećine njegove lateralne površine.
Srednja mozgovna arterija polazi od nutarnje arterije glave (lat. arteria carotis interna) na mjestu njene trifurkacije gdje se grana na nju, na prednju mozgovnu arteriju (lat. arteria cerebri anterior) i na stražnju spojnu arteriju (lat. arteria communicans posterior). Srednja mozgovna arterija najveći je ogranak nutarnje arterije glave.
Neki od ogranaka srednje mozgovne arterije:
- lat. arteriae lenticulostriatae (lat. arteriae capsulolenticulares) - npr. Charcotova arterija
- lat. rami orbitofrontales
- lat. arteria parietalis anterior
- lat. arteria parietalis posterior
- lat. arteria angularis
- lat. arteria temporalis posterior
- lat. arteriae insulares